# Тэд Джонс и Затерянный город
«Тэд Джонс и Затерянный город» (исп. Las aventuras de Tadeo Jones) — испанский анимационный фильм 2012 года режиссёра Энрике Гато.

## Сюжет
Тэд Джонс — обычный чикагский парень, работающий строителем. С детства он грезит невероятными открытиями и приключениями в самых дальних уголках мира. Однажды по ошибке его принимают за знаменитого археолога и отправляют в Перу на поиски давно утерянных сокровищ инков. Восторгу Тэда не было предела, но уже скоро он понял, что влип в крупные неприятности.

## Роли озвучивали
- Оскар Барберан — Тэд Джонс
  - Меритксель Ане — Тэд в детстве
- Мишель Дженнер — Сара Лавро
- Луис Посада — мумия
- Пеп Антон Муньос — Макс Мордон
- Хосе Мота — Фредди
- Мигель Анхель Дженнер — Коппонен

## Саундтрек
Основная музыкальная тема мультфильма написана композитором Сакариасом М. де ла Рива, а авторство заглавной песни, исполненной испанским DJ Хуаном Маганом и поп-певицей Белиндой «Я буду ждать» (исп. Te Voy A Esperar), принадлежит самому Магану, Карлосу Алькарасу, Давиду Лопесу Сендросу и Диего Алехандро Ванегасу.

## Награды и номинации
| Премия         | Категория                                    | Результат |
| -------------- | -------------------------------------------- | --------- |
| Premios Forqué | Лучший документальный или анимационный фильм | Победа    |
| Premios CEC    | Лучший режиссёрский дебют                    | Победа    |
| Premios CEC    | Лучший адаптированный сценарий               | Победа    |
| Premios CEC    | Лучшая музыка                                | Номинация |
| Premios CEC    | Лучший анимационный фильм                    | Победа    |
| Premio Goya    | Лучший режиссёрский дебют                    | Победа    |
| Premio Goya    | Лучший адаптированный сценарий               | Победа    |
| Premio Goya    | Лучшая музыка                                | Номинация |
| Premio Goya    | Лучшая оригинальная песня                    | Номинация |
| Premio Goya    | Лучший анимационный фильм                    | Победа    |

## Сиквел
В 2016 году Энрике Гато и Давид Алонсо начали работу над второй серией приключений отважного строителя-археолога «Тэд-путешественник и Тайна царя Мидаса».